# Фанні Кадео
Фанні Кадео, справжнє ім'я — Стефанія (італ. Fanny Cadeo; нар. 11 вересня 1970, Лаванья, Лігурія, Італія) — італійська модель, телеведуча і акторка.

## Біографія
Народилася у місті Лаванья. Навчалася акторській майстерності на курсі у місцевого педагога Беатріче Бракко. Спочатку виступала в телевізійних проектах, в 2003 році дебютувала на театральній сцені. Була ведучою телепередачі «Il Cercasapori» на каналі RAI Due.

## Вибрана фільмографія
- Трійця і Малюк…і тепер все залежить від нас (1995)
- Змішане благословення (1995)
- Ненадійні (1997)
- Справжня історія банди з Мальяно (2004)
- З глузду з'їхати (2005)
- Занадто гарний (2005)

## Вибрана дискографія
- Another Chance (1993)
- Mambo Italiano (1993)
- I Want Your Love (1994)
- Pecame (1994)
- Living In The Night (2000